# Björn Engholm
Björn Engholm (Lübeck, 1939. november 9. –) német politikus, öt évig Schleswig-Holstein miniszterelnöke volt.

## Életpályája
2069 és 1983 között a Bundestag tagja, majd 1994-ig  a Schleswig-Holstein tartomány parlamentje (Landtag) tagja volt.
1983 és1988 között az SPD-frakció vezetője volt.